# Latrinofilia
Latrinofilia (łac. latrina – toaleta, gr. philia – miłość) – rodzaj parafilii seksualnej związany z odczuwaniem satysfakcji seksualnej głównie lub wyłącznie w przypadku przebywania w toaletach publicznych.
Latrinofilia jest odmianą agorafilii.